# Szojuz TM–22
Szojuz TM–22 (Szojuz –7K–SZTM) orosz háromszemélyes szállító űrhajó.

## Küldetés
Feladata volt váltólegénységet szállítani a Mir űrállomásra.

## Jellemzői
Tervezte a (oroszul: Головное контрукторское бюро – ГКБ). Gyártotta a (oroszul: Закрытое акционерное общество). Üzemeltette az Orosz Űrügynökség..
1995. szeptember 3-án a bajkonuri űrrepülőtér indítóállomásról egy Szojuz–U2 juttatta Föld körüli, közeli körpályára. Hasznos terhe 7150 kilogramm, teljes hossza 6,98 méter, maximális átmérője 2,72 méter. Önálló repüléssel 14 napra, az űrállomáshoz csatolva 6 hónapra tervezték szolgálatát. Az orbitális egység pályája 92,1 perces, 51,6 fokos hajlásszögű, elliptikus pálya-perigeuma 1999 kilométer, apogeuma 236 kilométer volt.
Többszöri pályamódosítással két nap múlva szeptember 5-én megtörtént a dokkolás. Thomas Reiter az első űrhajós, aki két űrsétát (kutatás, szerelés) végzett, első alkalommal október 20-án 5 óra 16 perc időtartamban, majd február 8-án 3 óra 5 perc időtartamban. Az első olyan hosszú távú űrszolgálat, amit nem orosz űrhajós végzett.
1996. február 29-én Arkalik (oroszul: Арқалық) városától 105 kilométerre, hagyományos – ejtőernyős – leereszkedési  technikával  ért Földet. Összesen 179 napot, 1 órát, 41 percet és 45 másodpercet töltött a világűrben. Föld körüli fordulatainak száma 2792.

## Személyzet

### Felszálláskor
- Jurij Pavlovics Gidzenko kutatásért felelős parancsnok
- Szergej Vasziljevics Avgyejev fedélzeti mérnök
- Thomas Reiter kutatóűrhajós

### Tartalék személyzet
- Gennagyij Mihajlovics Manakov parancsnok
- Pavel Vlagyimirovics Vinogradov fedélzeti mérnök
- Arne Christer Fuglesang kutatóűrhajós